# Conseil australien des syndicats
L'Australian Council of Trade Unions (ACTU - Conseil australien des syndicats) est l'organisation syndicale australienne la plus importante. Elle est affiliée à la Confédération syndicale internationale.

## Histoire
L'organisation est fondée en 1927.